# MJ플렉스
㈜MJ플렉스는 종합HR기업이다. '행복한 미래를 함께 여는 HR리딩컴퍼니'라는 비전 아래, 차별화된 다양한 취업 매칭비즈니스를 전개하고 있다. 대기업, 언론기관, 공공기관 파트너로서 약 200여개의 국내 최고의 기업에 아웃소싱, 헤드헌팅, 채용대행 등 체계적인 HR서비스를 제공하고 있다. 또한 자회사 ㈜MJ피플을 통하여 특화 구인구직 플랫폼인 미디어잡, 디자이너잡 등 각 분야 1위 전문취업포털 사이트를 운영하고 있다.

## 개요
(주)MJ플렉스는 1996년 10월, PC통신에서 '방송 취업정보'로 출발하였다. 그 이후로 2000년도 7월에 인터넷서비스인 미디어잡을 오픈하여 전문 취업포털 시장에 진입하였다. 현재는 미디어잡, 디자이너잡 등 전문취업포털을 개발 및 운영하고 있다.
이 외에도 한국콘텐츠진흥원, 한국언론인연합회, 미디어오늘, PD저널, 한국캐릭터협회, 커리어, 서울영상고등학교, 동아방송예술대학, 서울모드패션전문학교 등 각 기관/협회, 학교, 공기관, 관련 사업기관 등과 전략적 제휴를 맺으며 사업을 운영하고 있다.

## 주요 연혁
- 2011. 01 파견 / 아웃소싱/헤드헌팅 서비스 사업 진출
- 2008. 07 한국콘텐츠진흥원‘컬처리스트’ 사업 운영
- 2006. 06 ‘인터넷전문취업연합회’ 수여 회장사 공로패 수상
- 2005. 03 (주)MJ플렉스 법인 전환
- 2002. 09 디자인 전문 취업포털 '디자이너잡' 오픈
- 2001. 04 돌보미 전문 취업포털 '돌보미닷컴' 오픈
- 2000. 07 매스컴 취업포털 '미디어잡' 오픈
- 1996. 10 아이피월드 설립(PC통신 채용정보 제공)

## 주요 고객사
- 미디어/문화/서비스 : CJ E&M, CJ CGV, CJ헬로비전, 삼성에버랜드, 미라클이천코리아, 서울문화사, 티비젼, 메가뉴스
- 소비재/유통/도소매 : 대성그룸, CJ오쇼핑, 아모레퍼시픽, 한샘, 에뛰드, CJ푸드빌, 셀트리온헬스케어, 동운인터내셔날
- E-commerce/IT/게임 : 커머스플래닛(11번가), 인터파크, 롯데닷컴, 코난테크놀로지, 닷네임코리아, 와이즈넛

## 취업컨설팅
(주)MJ플렉스는 전문 취업컨설턴트 및 잡매니저가 배속되어 사업이 운영이 운영되고 있다. 취업컨설턴트 및 잡매니저를 통해 업계 구직자들의 취업컨설팅을 진행하며 구직상담, 이력서/자기소개서 첨삭, 취업매칭 등 취업지원 서비스를 진행하고 있다. 또한 PD, 아나운서, 기자, 광고기획, 패션디자이너 등 각 분야 주요 현업인을 통한 취업특강 및 인사담당자 취업설명회 등을 개최하고 있다. 2012년 4월에는 연세대학교 100주년기념관에서 '매스컴 채용동향 및 취업설명회'를 개최하여 1200여명의 구직자들이 참석하여 호응을 얻었다. 주요 매스컴 채용동향 및 취업설명회”